# Saint-Didier-sur-Arroux
Saint-Didier-sur-Arroux – miejscowość i gmina we Francji, w regionie Burgundia-Franche-Comté, w departamencie Saona i Loara.
Według danych na rok 1990 gminę zamieszkiwało 281 osób, a gęstość zaludnienia wynosiła 10 osób/km² (wśród 2044 gmin Burgundii Saint-Didier-sur-Arroux plasuje się na 632. miejscu pod względem liczby ludności, natomiast pod względem powierzchni na miejscu 212.).